# Dennenbloedzwam
De dennenbloedzwam (Stereum sanguinolentum) is een schimmelsoort uit de familie Stereaceae. De soort is een plantpathogeen, het veroorzaakt rood hartrot, een rode verkleuring op coniferen, met name sparren of douglassparren. Vruchtlichamen worden geproduceerd op dood hout, of soms op dode takken van levende bomen. 

## Kenmerken
Uiterlijke kenmerken
De dunvlezige, stereoïde vruchtlichamen bedekken ontschorste en kale stammen en takken als een korst-leerachtige laag, vaak enkele dm2 groot, of vormen uitstekende, vaak golvende hoeden op verticale takken of stammen. De hoedrand steekt 0,5 tot 1,5 cm horizontaal uit het hout. De vruchtlichamen kunnen relatief eenvoudig van het substraat worden verwijderd. Ze zijn elastisch, leerachtig of taai en worden later vaak broos en hard. Het oppervlak is fijn vervilt en min of meer gezoneerd. Het is bleekbruin tot grijsbruin van kleur en kan door algen groenachtig worden. De golvende of gekerfde rand is witachtig of op zijn minst lichter van kleur.
De vruchtlaag (hymenofoor) is glad of licht hobbelig gerimpeld. Het is bleekgrijs tot violetgrijs of grijsbeige van kleur en min of meer getint met violet. Frisse en vochtige vruchtlichamen worden levendig rood als ze worden gewreven, waardoor de vinger rood wordt. Het rode pigment zit in de intacte paddenstoel in de skelethyfen die door het vruchtvlees en de vruchtlaag lopen. Bij beschadiging komt de rode kleurstof vrij. In dwarsdoorsnede, onder het tomentum, het behaarde vervilte oppervlak, is de geel-roodachtige cortex te zien met een vergrootglas. De geur en smaak van de schimmel zijn onopvallend, het sporenpoeder is wit en amyloïde.
Microscopische kenmerken
De elliptische tot bijna cilindrische sporen zijn 8 tot 11 µm lang en 2,5 tot 3,5 µm breed. Ze zijn glad en kleurloos. Pseudocystidia worden gevonden in de vruchtlaag naast de basidia. Dit zijn de hyfenuiteinden van de skelethyfen, die het rode pigment bevatten dat zo typerend is voor deze soort.  De basidia hebben de afmeting 25 tot 40 × 5 tot 6 µm.
De hyfen van de behaarde zijde van de vruchtlichamen zijn iets dikwandig en 3 tot 6 µm breed. De hyfen in de 15 tot 25 µm dikke roodbruine laag van de cortex eronder zijn gelig en verstrengeld met elkaar. In de contextlaag zijn hyfen van twee typen: dunwandig septum, zonder gespen, 2 tot 4 µm breed, en dikwandig, 6 µm breed. De laatste hebben vaak een roodbruine inhoud en buigen naar het subhymenium om daar te eindigen met skeletachtige cystidia.

## Ecologie en verspreiding
De schimmel komt het hele jaar door veel voor en komt vaak massaal voor op dood naaldhout. De vruchtlichamen worden bijzonder vaak gevonden op het snijvlak van de stammen. De vruchtlichamen zijn meestal eenjarig, maar overwinteren vaak al in januari-februari. De schimmel veroorzaakt rode strepen in het aangetaste hout. Dit is een gestreepte, roodachtige verkleuring van de stammen. 
De schimmel is wijdverspreid en zeer algemeen op het noordelijk halfrond.

## Foto's

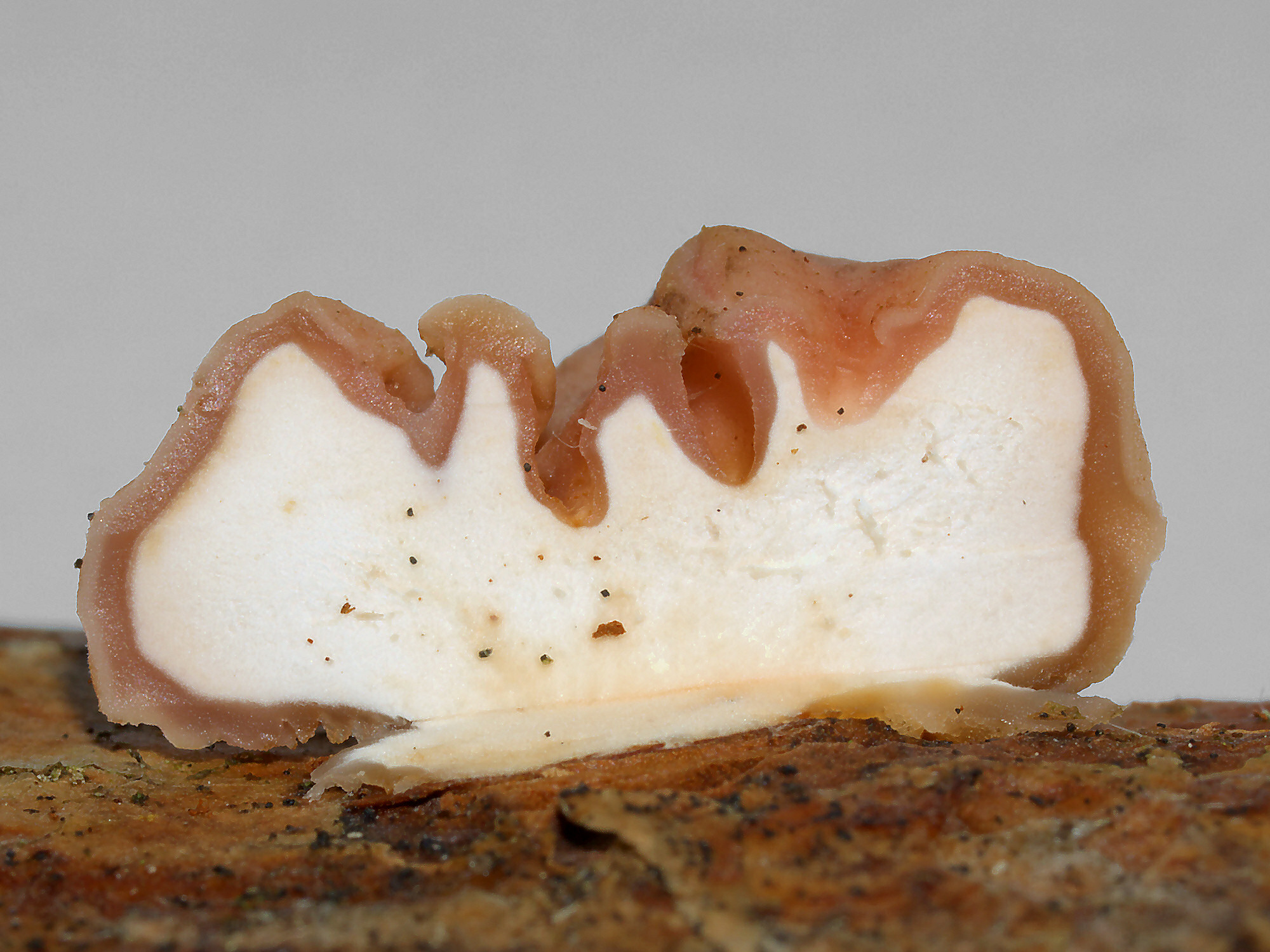
Dwarsdoorsnede